# Un trône pour Natacha
 (janvier 2012).
Si vous disposez d'ouvrages ou d'articles de référence ou si vous connaissez des sites web de qualité traitant du thème abordé ici, merci de compléter l'article en donnant les références utiles à sa vérifiabilité et en les liant à la section « Notes et références ».
Un trône pour Natacha est la huitième histoire de la série Natacha de Maurice Tillieux et François Walthéry. Elle est publiée pour la première fois du no 1893 du 25 juillet 1974 au no 1912 du 5 décembre 1974 du journal Spirou. L'album qui est le quatrième tome de la série est publié en 1975. Le scénario est adapté de deux épisodes de la série Félix de Tillieux : Le roi et le colonel (1953) et On roule sur l'or (1954).

## Résumé
Lors d'un vol sans histoire mais marqué par la présence à bord par le roi du Thénia et sa suite, Natacha « tape dans l’œil » du souverain qui lui offre un splendide collier (qu'elle n'ose refuser par crainte d'incident diplomatique) et l'invite à passer quelques jours chez lui.
À l'atterrissage, Natacha est arrêtée par Leplat et Lebas, deux agents de la Sécurité Nationale : leur chef, le major Martenne, veut utiliser Natacha pour infiltrer l'entourage du roi, et arrêter - en douceur - le protégé du roi, le colonel Von Tripp.
Natacha n'accepte cette mission biscornue – qui risque de la trouver mariée à un roi ! – qu'à condition que Walter l'accompagne : il sera le cuisinier (et promeneur de chiens) du roi.

## Personnages
- Natacha et Walter : la belle joue les Mata Hari à contrecœur et Walter remplace James Bond – avec moins de bonheur. Vite dégoûtée par Von Tripp, Natacha finit par prendre l'affaire en main directement.

- Hatoumé Soscouh : le roi du Thénia, progressiste et cultivé, tombe amoureux fou de Natacha. Il se prend aussi d'amitié pour Walter (au grand dam de ce dernier) lorsque celui-ci lui prépare un poulet droguiste (parmi les ingrédients, on trouve de la lessive et du brillant pour chaussures). Poète prolifique, c'est en fait une caricature de Léopold Sédar Senghor.

- Le colonel Von Tripp : mercenaire et trafiquant international, il est parvenu à force de flatterie à devenir l'intime du roi. Il utilise en fait ce dernier pour circuler sans crainte dans les pays où il est interdit de séjour.

- Le major Martenne : chef de la sécurité nationale chargé de la sécurité du roi pendant son séjour, il est chargé d'arrêter Von Tripp sans vexer le roi. Walthéry s'est inspiré de Thierry Martens[2], alors rédacteur en chef du journal Spirou, pour créer ce personnage.

- Leplat et Lebas : ces deux officiers, fort capables, surveillent le roi en permanence et avec discrétion.

- Hubiniou et Fournier, deux routiers bretons en service en Suisse, sont percutés par Natacha et Von Tripp lors d'une course-poursuite en voiture. Ils sont les caricatures non déguisées de Hubinon et Fournier, deux dessinateurs des éditions Dupuis.

### Documentation
- Patrick Pinchart, « Natacha prend son envol », dans Natacha t. 2 : Envol vers l'aventure, Dupuis, août 2008, 160 p. (ISBN 978-2-8001-4118-3), p. 3-23.